# Pierre Chevalier
Pierre Chevalier (Orbec, 23 marzo 1915 – Vaugrigneuse, 12 febbraio 2005) è stato un regista francese.

## Biografia
Chevalier è diventato famoso per aver diretto film erotici negli anni '70 per la società di produzione francese Eurociné. Tra il 1968 e il 1974 ha diretto quattro film con l'attrice francese Alice Arno, una delle muse del regista spagnolo Jesús Franco.

## Filmografia parziale

### Cinema
- Les Impures (1955)
- Il maggiorato fisico (Vous pigez?) (1956)
- L'Auberge en folie (1957)
- Fernand clochard (1957)
- En bordée (1958)
- Le Sicilien (1958)
- Soupe au lait (1959)
- La Marraine de Charley (1959)
- Le Mouton (1960)
- Auguste (1961)
- Peur panique (Règlements de comptes) (1962)
- Clémentine chérie (1963)
- Le Bon Roi Dagobert (1963)
- Nathalie, l'amour s'éveille (1968)
- Huyendo de sí mismo (1968)